# La notte del giudizio - Election Year
La notte del giudizio - Election Year (in inglese The Purge: Election Year) è un film del 2016 scritto e diretto da James DeMonaco, sequel di Anarchia - La notte del giudizio e terzo capitolo della serie cinematografica iniziata con La notte del giudizio (2013).

## Trama
Stati Uniti, 2021. Nella notte tra il 21 e il 22 marzo, la giovane Charlie Roan sopravvive a un "purificatore" ("Purger" in originale) che, durante "Lo Sfogo" ("The Purge" in originale) annuale, iniziativa indetta dal partito dei Nuovi Padri Fondatori dell'America (New Founding Fathers of America in originale), NFFA, per permettere ai cittadini di "purificarsi" dalle frustrazioni, ha torturato e massacrato i suoi genitori e suo fratello.
19 marzo 2039, Washington. A due giorni dallo Sfogo annuale, la notizia che i Nuovi Padri Fondatori d'America, hanno beneficiato economicamente da quella notte (permettendo l'omicidio di indigenti è stato possibile tagliare previdenza e sanità), ha scatenato proteste Anti-Sfogo capeggiate da Dwayne "Dante" Bishop - lo sconosciuto salvato dai Sandin nello Sfogo del 2022 - e sta favorendo la senatrice Charlene "Charlie" Roan, sopravvissuta allo Sfogo del 2019, alle imminenti elezioni presidenziali a discapito del candidato dei NFFA, il ministro Edwidge Owens. 
20 marzo 2039, Washington. Alla vigilia dello Sfogo, mentre dei "turisti dell'omicidio" - stranieri arrivano in varie città degli USA e Joe Dixon, scoperto che la compagnia assicurativa ha alzato il premio sulla copertura al punto da essergli impossibile pagarlo, decide di proteggere il suo negozio da solo con l'amico e dipendente Marcos Dali, la NFFA, decisa a uccidere la Roan, revoca l'immunità ai funzionari governativi di "livello 10" e così, dato che la donna ha comunque deciso di passare la notte a casa sua per non perdere il voto della gente comune, gli agenti della sua sicurezza il capo Couper, Leo Barnes - che nello Sfogo del 2023 ha scoperto cosa fa la NFFA - ed Eric Busmalis incrementano la sicurezza all’interno e all'esterno dell'abitazione. 
21 marzo 2039, Washington. 7:00 p.m. Mentre Laney Rucker e la sua amica Dawn pattugliano la città prestando cure mediche ai feriti con un'ambulanza triage e Joe e Marcos respingono l'attacco di quattro teenager capeggiate dalla taccheggiatrice Kimmy, la Roan viene tradita da Couper e Busmalis che manomettono le videocamere di sicurezza permettendo ad una forza paramilitare neonazista guidata da Earl Danzinger di penetrare segretamente in casa dopo aver ucciso tutti gli agenti di guardia; per fortuna Barnes se ne accorge, fa uscire la Roan passando per un condotto che ha tenuto segreto a tutti e, giunti fuori dall’abitazione, la fa esplodere, uccidendo Couper, Busmalis e alcuni paramilitari. 
È così che mentre percorrono a piedi le strade ostili di Washington alla ricerca un rifugio più sicuro, Barnes e la Roan vengono fatti prigionieri da un gruppo di turisti dell'omicidio russi che si appresta a massacrarli ma Joe e Marcos li salvano uccidendo i russi e accogliendoli nel negozio; poco dopo, però, Kimmy torna davanti all'edificio con più amiche e così Joe chiede aiuto a Laney che, uccise le ragazze, carica la Roan, Barnes, Joe e Marcos sull’ambulanza per scortarli in un luogo più sicuro: la Safe Zone, il sotterraneo di un ospedale protetto dai ribelli Anti-Sfogo di Dante Bishop, dove i medici e gli infermieri soccorrono i feriti. 
Mentre Joe, Marcos e Laney decidono di tornare al negozio, ma ancor prima di giungervi notano che diversi camion della NFFA sono diretti all'ospedale, la Roan, scoperto che i ribelli stanno progettando di assassinare il ministro Owens durante la messa organizzata alla Cattedrale di Our Lady of Sorrow, cerca di dissuaderli ritenendo controproducente render l’uomo un martire. La discussione viene però interrotta da Dawn avvertita da Laney dell’arrivo dei camion carichi di soldati che vogliono uccidere Bishop; è così che Barnes e la Roan, scampati all'agguato, riescono a ricongiungersi con Joe, Marcos e Laney ma, prima che il gruppo possa fuggire dalla città, vengono speronati da Danzinger che rapisce la Roan.
21 marzo 2039, Our Lady of Sorrow, Washington, mezzanotte. Danzinger consegna la Roan ad Owens che vuole sacrificarla insieme al tossicodipendente Lawrence durante la messa purificatrice organizzata dalla NFFA, così Barnes e gli altri intercettano Bishop e il suo team e li convincono a convertire l’attentato in una missione di salvataggio. 
Mentre il capo della NFFA, Caleb Warrens, dopo che Owens ha spinto il fedelissimo Harmon James a pugnalare Lawrence, s'appresta a sacrificare la Roan, il team di salvataggio entra nella Cattedrale e Marcos uccide Warrens poco prima che tagli la gola alla senatrice; ciò dà il via a una sparatoria che vede da una parte il gruppo di Barnes e quello di Bishop e dall'altro l'NFFA. Liberata la Roan, Bishop si appresta a uccidere Owens, sopravvissuto alla sparatoria, ma le parole della Roan e di Barnes lo convincono a non farlo. 
Mentre i due gruppi scortano la Roan e Owens, una seconda orda di agenti dei servizi segreti NFFA guidata da Danzinger tenta di eliminare il gruppo, ma anch'essi vengono uccisi dalla squadra di Bishop che però muore durante l'attacco mentre Barnes uccide Danzinger. Inoltre, poco dopo, Harmon James, ferisce Laney e Marcos e mira alla Roan, ma Joe le fa scudo col proprio corpo e, prima di morire, uccide Harmon.
26 maggio 2039, Washington. Mentre Marcos e Laney rinnovano il negozio di Joe in sua memoria, la Roan sconfigge Owens alle elezioni e, dopo aver promosso Barnes a capo dei servizi segreti, la neo Presidente si mette al lavoro per abolire Lo Sfogo causando così violente proteste per le strade del Paese da parte degli ammiratori della NFFA.

## Produzione
Nell'agosto 2014 Jason Blum, produttore della serie de La notte del giudizio, ha annunciato la lavorazione del terzo capitolo della saga. Il 6 ottobre James DeMonaco venne confermato come sceneggiatore e regista del film, e venne confermato il ritorno dei produttori Sebastian Lemercier e Jason Blum per la Blumhouse Production e Michael Bay, Andrew Form e Brad Fuller per la Platinum Dunes. Il 3 agosto 2015 venne annunciato che Frank Grillo avrebbe ripreso il ruolo del Sergente dal precedente film. Il 10 settembre vennero annunciati altri membri del cast, tra cui Betty Gabriel, Edwin Hodge, Kyle Secor, Joseph Julian Soria, Mykelti Williamson e Elizabeth Mitchell.
Le riprese del film sono cominciate il 16 settembre 2015 a Woonsocket, Rhode Island, dove la strada principale è stata trasformata nella Washington del futuro. Le riprese si sono tenute anche a Providence.

## Distribuzione
Nel febbraio 2016 è stato pubblicato il primo trailer del film, anche in italiano.
Originariamente il film sarebbe dovuto uscire negli Stati Uniti il 4 luglio, in modo che potesse coincidere con la festività dell'Independence Day americano; alla fine comunque è stata fissata come data ufficiale il 1º luglio 2016. Nel resto del mondo, Election Year viene proiettato fra i mesi di luglio, agosto e settembre. In Francia, la pellicola ha come data di pubblicazione il 20 luglio 2016 sotto il titolo di American Nightmare 3: Élections. In Italia, invece, essa è stata distribuita dal 28 luglio 2016.

### Edizione italiana
In conseguenza al doppiaggio italiano, è stata proposta la collaborazione dei seguenti studi: LaBiBi.it, Multimedia Network, CDS Doppiaggio e Digital Sound SR. Con la Post-produzione (in Audio analogico) prodotta da Digital Sound SR e LaBiBi.it.

## Accoglienza

### Incassi
La notte del giudizio - Election Year ha incassato $79 milioni in Nord America e $39,3 milioni nel resto del mondo per un totale a livello globale di $118,4 milioni, rispetto a un budget di $10 milioni.
Negli Stati Uniti e in Canada, il film ha esordito nella prima settimana di luglio 2016 a fianco delle pellicole Il GGG - Il grande gigante gentile e The Legend of Tarzan, venendo stimato per un guadagno di circa $25 milioni nel suo weekend d'esordio. Il film ha incassato $3,6 milioni nel suo giovedì d'apertura, superando entrambi i suoi predecessori (La notte del giudizio ha infatti guadagnato $3,4 milioni, mentre Anarchia $ 2,6 milioni). A fine weekend, il film è riuscito a battere ogni previsione incassando $31,4 milioni che gli permettono di collocarsi tra $34 milioni del primo film e i $29 milioni del secondo; così facendo, finisce terzo alla classifica del box office americani dietro Alla ricerca di Dory e The Legend of Tarzan.
Oltremare, in concomitanza all'uscita nordamericana, il film è stato distribuito solo in alcuni mercati minori, tra cui l'Estonia, il Libano, la Slovenia e la Turchia per una cifra totale di $130.000. Nonostante l'attentato del 28 giugno 2016 all'Aeroporto di Istanbul-Atatürk, il threequel è riuscito a imporre il miglior esordio per il franchise nel Paese ($77.000). Nelle settimane successive, la pellicola viene proiettata in altri territori, riportando rimarchevoli risultati specialmente in Spagna, dove si è classificato al secondo posto grazie a un profitto di $797.000 in 240 schermi, e in Argentina ($752.000 in 100 schermi). Nello stesso periodo, vengono registrati buoni esiti anche nei territori asiatici di Singapore, Malaysia e Thailandia.
In Italia, invece, la pellicola ha registrato un ottimo debutto ponendosi al vertice delle classifiche del box office nel suo giorno d'apertura, battendo il rivale Ghostbusters grazie ad un incasso di €178.000. Tuttavia, al termine del weekend, il film non è riuscito a mantenere il primato riportando dati di mercato lievemente inferiori rispetto a Ghostbusters, il quale ha guadagnato €785.000 contro i suoi €628.000. Nella seconda settimana di presenza nei cinema del Paese, Election Year subisce un forte decremento: cala infatti al quarto posto, con un guadagno di circa €269.000. Le vendite totali nel Paese, stimate $1,6 milioni, si rivelano essere meno proficue del predecessore Anarchia, ma maggiori rispetto al primo film.

### Critica
Il film è stato accolto da recensioni contrastanti da parte della critica. Sul sito aggregatore di recensioni Rotten Tomatoes detiene un 53% di gradimento basato su 145 recensioni professionali, con un voto medio di 5,4/10, mentre su Metacritic il film ha un punteggio del 55 su 100 basato sul parere di 31 critici.